# Dordts Draaitabernakel

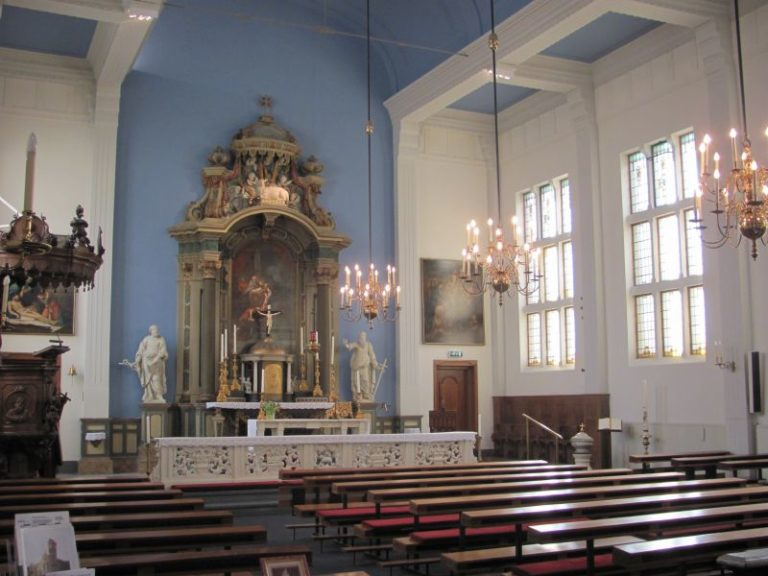
Het Dordts draaitabernakel

In de oud-katholieke Sint-Petrus-en-Pauluskerk bevindt zich het Dordts Draaitabernakel uit de 17e eeuw.

## Draaitabernakels
Een tabernakel is een bewaarplaats van hosties in kluisvorm. Een draaitabernakel bestaat uit meerdere compartimenten die gedraaid kunnen worden. De draaiende vorm van een tabernakel komt weinig voor. Enkele voorbeelden zijn die van de voormalige Sint-Nicolaaskerk (Maastricht), de Sint-Benedictuskerk (Mortsel) en de Sint-Niklaaskerk (Westkapelle).

## Het draaitabernakel uit Dordrecht
De Sint-Petrus-en-Pauluskerk in de Ruysdaelstraat in Amsterdam is een gebedshuis van de Oud-Katholieke Kerk. Het gebouw stamt uit 1914. Een bijzonder object in deze kerk is het veel oudere draaitabernakel. Bij een restauratie kwam een briefje tevoorschijn, waarop stond dat het tabernakel op Maria-Hemelvaart 1789 geschonken werd aan de oud-katholieke schuilkerk Maria Minor in Dordrecht. De schenkers waren Theodorus Hillenaar en zijn vrouw. Het tabernakel was gemaakt door Jacob Slegt, J.E. Heijken en Jacob van Strij. Op het goud geschilderde voorpaneel staat een kelk met aan weerszijden een palmboom. Van binnen is het versierd met rood fluweel, snijwerk en een medaillon. Na opheffing van Maria Minor in 1812 werd het verkocht aan twee Amsterdamse oud-katholieken, die kerkten in de schuilkerk De Ooievaar. Zij schonken het tabernakel aan deze kerk. Via deze lijn kwam het tabernakel uiteindelijk in de huidige kerk te staan.